# Cornelis Evertsen (1642–1706)
Cornelis Evertsen, młodszy (ur. 16 listopada 1642 w Vlissingen, zm. 16 listopada 1706 w Middelburgu) – holenderski admirał.
Syn Cornelisa starszego, od młodych lat walczył u boku ojca. Uczestniczył w bitwach drugiej i trzeciej wojny angielsko-holenderskiej. W 1688 dowodził jedną z eskadr floty, która przewiozła Wilhelma Orańskiego do Anglii. W czasie wojny Francji z koalicją dowodził eskadrą połączonej floty angielsko-holenderskiej.